# Ilghazi ibn Artuk
Najm ad-Din Ilghazi ibn Artuk (fallecido el 8 de noviembre de 1122) fue un turcomano artúquida gobernador de Mardin de 1107 a 1122.

## Biografía
Su padre Artuk Bey fue el fundador de la dinastía artúquida y había sido nombrado gobernador de Jerusalén por el emir selyúcida Tutush I. Cuando Artuk murió, Ilghazi y su hermano Sökmen le sucedieron como gobernadores de Jerusalén. En el año 1096 Ilghazi se alió con Duqaq de Damasco y Yaghi-Siyan de Antioquía contra Radwan de Alepo; Duqaq y Radwan luchaban por el control de Siria tras de la muerte de Tutush. Ilghazi y Dukak acabaron enfrentándose y, como consecuencia, Ilghazi fue encarcelado, lo que llevó a la captura de Jerusalén por su hermano Sökmen. No obstante, Ilghazi recuperó la ciudad tras ser liberado. Se mantuvo como gobernante de la ciudad hasta que fue capturada por el visir fatimí de Egipto, al-Afdal Shahanshah, en 1098. Tras esto, intentó establecerse en la Mesopotamia superior, donde sus hermanos también se habían asentado. Posteriormente, entró al servicio del sultán selyúcida Mahmud I, que le concedió Hulwán y le nombró shihna de Bagdad, cargo que le permitía supervisar los asuntos del califa en nombre del sultán. 
Ilghazi fue cesado como shihna en 1104 y tras la muerte de Sökmen ese mismo año, se convirtió en el líder de la familia artúquida. Ese liderato le fue disputado por Ibrahim, el hijo de Sökmen, pero Ilgazi le arrebató Mardin en 1108. Como jefe de los artúquidas no mantuvo alianzas duraderas y cambió de bando con frecuencia, aliándose tanto con sus hermanos musulmanes como con los cruzados cristianos según creía conveniente. En 1110 participó en un infructuoso asedio a Edesa. En 1114, él y su sobrino Balac (futuro emir de Alepo) derrotaron al gobernador selyúcida de Mosul, Aqsunqur al-Bursuqi, y capturaron a Mas'ud, hijo del sultán selyúcida. En 1115, Ilghazi sitió Homs, pero fue capturado brevemente por su gobernador, Khir-Khan. Más tarde, ese mismo año, Roger de Salerno, Balduino I de Jerusalén, Ponce de Trípoli y Balduino II de Edesa defendieron Antioquía contra el general selyúcida Bursuq ibn Bursuq (que no debe confundirse con al-Bursuqi), con la ayuda de Ilghazi, Toghtekin de Damasco, y Lulu de Alepo, todos ellos enemigos de Bursuq. Los dos ejércitos no llegaron a enfrentarse en batalla, aunque Bursuq sería derrotado más adelante por Roger en la batalla de Sarmin. 
Ilghazi obtuvo el control de Alepo tras el asesinato de Lulu en 1117. En 1118 tomó el control de Mayyafiriqin (actual Silvan) y pacificó las tierras de los alrededores. En 1119 Ilghazi derrotó y dio muerte a Roger en la batalla de Ager Sanguinis; Ibn al-Qalanisi describe la victoria como «una de las más grandes victorias, y tal plenitud de ayuda divina como nunca fue concedida al Islam en todas sus épocas pasadas». Las ciudades antioqueñas de Atarib, Zardana, Sarmin, Maarat an-Numan y Kafartab cayeron ante su ejército. «Ilghazi, sin embargo, fue incapaz de sacar todo el partido a su victoria. Su continuada embriaguez privó a su ejército de liderazgo y dejo a los turcomanos libres para (...) dispersarse y saquear.»
Balduino II de Edesa (ahora Balduino II de Jerusalén), llegó rápidamente para hacer retroceder a Ilghazi, causando grandes pérdidas a los turcos en la reñida Batalla de Hab el 14 de agosto de 1119. El año siguiente, Ilghazi tomó Nísibis y luego saqueó el Condado de Edesa, antes de dirigirse al norte, hacia Armenia. En 1121 hizo la paz con los cruzados, y contando, supuestamente, con hasta 250−350 000 soldados, incluyendo a los hombres liderados por su yerno Sadaqah y el sultán Malik de Ganyá, invadió Georgia. David IV de Georgia se enfrencó con él en la Batalla de Didgori, donde Ilghazi fue derrotado. De acuerdo con Mateo de Edesa, 400 000 selyúcidas fueron muertos. De todos los jefes militares, solo Ilgazi y su yerno Dubais consiguieron escapar.
En 1122, Ilghazi y Balac derrotaron a Joscelino I de Edesa y lo tomaron prisionero, pero Ilghazi murió en noviembre de ese año en Diyarbekir y fue enterrado en Mayyafariqin. Balac le sucedió en Alepo y sus hijos Sulaiman y Timurtash le sucedieron en Mardin. 
Ibn al-Qalanisi se muestra neutral respecto al carácter de Ilghazi, y describe solo una «vergonzosa costumbre» del emir: «Cuando Ilgazi bebía vino, solía pasar varios días en estado de embriaguez, sin recuperar los sentidos lo suficiente como para tomar el control o poder ser consultado sobre cualquier asunto o decisión.» El cronista antioqueño Walter, el Canciller también se mostró neutral en un primer momento hacia Ilghazi, hasta la batalla de Ager Sanguinis, en la que el propio Walter fue capturado; Ilghazi (escrito como "Algazi" en latín) pasó entonces a ser descrito como un «tirano» y el «príncipe turcomano del engaño y la discordia». Walter también llamó la atención sobre los problemas de embriaguez de Ilghazi.

## Familia
Ilghazi contrajo matrimonio primero con Farkhunda Khatun, la hija de Radwan de Alepo, pero nunca llegaron a encontrarse y el matrimonio nunca fue consumado. Luego se casó con la hija de Toghtekin de Damasco y tuvieron los siguientes hijos:
- Ayaz
- Guhar Khatun, casada con Dubais
- al-Bazm
- Shams ad-Daula Sulaiman
- Safra Khatun, casada con Husam ad-Din Qurti ibn Toghlan Arslan
- Yumna Khatun, casada con Sa'd ad-Daula Il-aldi de Amid
- al-Sa'id Husam ad-Din Timurtash

Tuvo también un hijo, Omar, con una concubina, y otro, Nasr, con una esclava; otra posible hijo fue llamado Kirzil.